# Повесть наших дней
«Повесть наших дней» — советский цветной драматический фильм 1958 года, снятый Алексеем Маслюковым на Киевской киностудии им. А. П. Довженко.
Премьера фильма состоялась 8 сентября 1959 года.

## Сюжет
Представитель Алексей Коваль, сумевший вывести отстающий колхоз в передовые, находит пути дальнейшего повышения благосостояния колхозников, считая, что зависимость колхоза от МТС отрицательно сказывается как на экономике так и на качестве работы. Но его стремление встретило яростный отпор у секретаря Осадчей, а также у Ивана, отца Алексея. На собрании Осадчая ставит вопрос об увольнении Коваля с работы, однако колхозники поддерживают идею своего председателя.

## Роли исполняют
- Андрей Гончаров — Алексей Коваль
- Григорий Козаченко — Иван Коваль
- Антонина Кончакова — Наташа
- Тамара Алёшина — Оксана Синеокая
- Иван Дмитриев — Сокол
- Галина Клишко — Осадчая
- Валентин Черняк — Варрава
- Владимир Рудин — Кардаш
- Валентин Грудинин — Бровенко
- Степан Шкурат — дед Бакум
- Людмила Татьянчук — Александра Коваль
- Владимир Лущик — Бовшик
- Иван Халаим — Касич
- Андрей Сова — Хомич
- Софья Карамаш — Параска

## Съёмочная группа
- Режиссёр: Алексей Маслюков
- Автор сценария: Маркиян Винокуров
- Оператор: Михаил Чёрный
- Художник-постановщик: Вульф Агранов
- Композитор: Александр Свешников
- Звукорежиссёр: Адриана Федоренко
- Монтажёр: Ольга Кизимовская
- Директор картины: Леонид Корецкий